# كينغ غوردي
كينغ غوردي (بالإنجليزية: King Gordy) هو رابر وممثل أمريكي، ولد في 18 أغسطس 1977 في ديترويت في الولايات المتحدة.

## أعمال

### أفلام
- (2002) 8 أميال[5]

## وصلات خارجية
- الموقع الرسمي
- كينغ غوردي على موقع IMDb (الإنجليزية)
- كينغ غوردي على موقع ميوزك برينز (الإنجليزية)
- كينغ غوردي على موقع ديسكوغز (الإنجليزية)
- كينغ غوردي على موقع قاعدة بيانات الفيلم (الإنجليزية)